# Ritten
Ritten (tyskt uttal: [ˈrɪtn̩], italienska: Renon [reˈnon]) är en kommun i provinsen Sydtyrolen i regionen Trentino-Sydtyrolen i norra Italien. Huvudort är Klobenstein. Kommunen har 8 147 invånare (2024), på en yta av 111,36 km². Enligt 2024 års folkräkning talar 94,35 % av befolkningen tyska, 5,35 % italienska och 0,30 % ladinska som modersmål.

## Orter
Orter (località) i kommunen Ritten med fler än 20 invånare (inom parentes invånarantal 2021):

- Oberinn/Auna di Sopra (278)
- Unterinn/Auna di Sotto (781)
- Klobenstein/Collalbo (2 034)
- Lengmoos/Longomoso (75)
- Lengstein/Longostagno (152)
- Oberbozen/Soprabolzano (1 119)
- Wangen/Vanga (251)
- Atzwang/Campodazzo (86)
- Am Kaseracker (106)
- Signat/Signato (42)
- Sill (28)
- Daunenstep (48)
- Siffian/Siffiano (25)